# Hecho En Mexico
Hecho En Mexico é o terceiro álbum de estúdio do grupo mexicano Kinto Sol. O álbum foi lançado em 2003.

## Lista de músicas
| N.º | Título                      | Duração |  |
| 1.  | "Intro"                     | 0:28    |  |
| 2.  | "Lo Que Va Pasar Va Llegar" | 3:43    |  |
| 3.  | "Hecho En Mexico"           | 4:23    |  |
| 4.  | "El Que Nada Debe"          | 3:57    |  |
| 5.  | "Asi Es Como Vivo"          | 3:58    |  |
| 6.  | "Mi Jefa (skit)"            | 1:22    |  |
| 7.  | "La Feria Habla"            | 4:22    |  |
| 8.  | "Un Compa (skit)"           | 0:38    |  |
| 9.  | "Raza Es Raza"              | 3:55    |  |
| 10. | "De Uno A Uno"              | 3:45    |  |
| 11. | "Levanta La Mano"           | 4:51    |  |
| 12. | "Intermedio"                | 0:40    |  |
| 13. | "Cueste Lo Que Cueste"      | 4:30    |  |
| 14. | "Si Supieras"               | 4:01    |  |
| 15. | "Si Me Haces El Paro"       | 3:58    |  |
| 16. | "No Es Forma De Vivir"      | 4:19    |  |
| 17. | "Como Quieras"              | 3:19    |  |
| 18. | "Solo Son Palabras"         | 4:22    |  |
| 19. | "Tehuacan Por Las Narices"  | 4:08    |  |
| 20. | "Soy Yo"                    | 4:11    |  |